# Mazraeh-ye Ali Mohammad Nazuri va Shorka
Mazraeh-ye Ali Mohammad Nazuri va Shorka (em persa: مزرعه علي محمد نازورئ وشركا, também romanizada como Mazra‘eh-ye ʿAlī Moḩammad Nāzūri va Shorkā) é uma aldeia do distrito rural de Faragheh, no condado de Abarkuh, na província de Yazd, Irã.